# Лидеры эскадренных миноносцев типа «Аквила»
Лидеры эскадренных миноносцев типа «Аквила» — тип лидеров эскадренных миноносцев Королевского итальянского флота, построенных в 1914—1920 годах. Строились по заказу Румынии, но с началом Первой мировой войны реквизированы.

## История службы
Участвовали в Первой мировой войне.
«Ниббио» и «Спарвьеро» 1.7.1920 были выкуплены Румынией и получили названия «Марасешти» и «Марашти». Зимой 1941/1942 года на «Марашти» произошла авария турбины, из-за чего до конца службы его скорость не превышала 22 узлов.
«Марасешти» участвовал в сопровождении конвоя Patria.
29 августа 1944 г. захвачены советскими войсками в Констанце и 14 сентября 1944 г. вошли в состав Советского ВМФ как «Лёгкий» и «Ловкий». В следующем году возвращены Румынии и сданы на слом в середине 50-х гг.
«Аквила» и «Фалько» в октябре 1937 г. (официально 6.1.1939) переданы ВМС франкистов в Порто-Комте (Сардиния) и переименованы в «Мелилья» и «Сеута». Оба проданы на слом в 1948 г.

## Представители проекта
| Эсминец                                       | Операторы                                   | Заложен   | Спущен на воду | Начало службы | Конец службы                   |
| --------------------------------------------- | ------------------------------------------- | --------- | -------------- | ------------- | ------------------------------ |
| «Аквила» («Aquila», «Мелилья»)                | Королевские ВМС Италии ВМС Испании          | 11.3.1914 | 26.7.1916      | 8.2.1917      | Продан на слом в 1948 году     |
| «Ниббио» («Nibbio», «Мэрэшти», «Лёгкий»)      | Королевские ВМС Италии ВМС Румынии ВМС СССР | 29.1.1914 | 25.3.1917      | 15.7.1917     | Cдан на слом в середине 1950-х |
| Спавиеро («Sparviero», «Мэрэшешти», «Ловкий») | Королевские ВМС Италии ВМС Румынии ВМС СССР | 15.7.1914 | 30.1.1918      | 15.5.1918     | Cдан на слом в середине 1950-х |
| «Фалько» («Falco», «Сеута»)                   | Королевские ВМС Италии ВМС Испании          | 19.8.1916 | 16.8.191       | 20.1.1920     | Продан на слом в 1948 году     |